# Waldstadt II
La Waldstadt II è un quartiere della città tedesca di Potsdam.